# TLF
TLF – francuski zespół hip-hopowy z Doliny Marny we Francji. Został założony w połowie 2000 roku przez Ikbala Vockala i Alaina 2 L’Ombre.
Grupa TLF powstała w 2000 roku z inicjatywy Ikbala Vockala i Alaina 2 L’Ombre. Stali się rozpoznawalni w swoim kraju w 2003 roku, po wydaniu kompilacji pt. Talents Fâchés Vol.1 na której obok nich znaleźli się tacy artyści jak: Rohff, Keny Arkana, Mafia K’1 Fry, Sefyu, La Fouine i Rim’K oraz Sinik. W tym czasie powstała także niezależna wytwórnia Talents Fâchés Records.
W 2004 roku ukazała się kolejna część z serii Talents Fâchés, a w 2006 trzecia. W 2006 r. został wydany pierwszy niezależny album TLF pt. Ghetto Drame. Rok później ukazał się pierwszy studyjny album grupy pt. Rêves de Rue.

## Dyskografia
Albumy studyjne
- Rêves de Rue (2007)
- Renaissance (2010)
- OVNI (Opus Violent Non Identifié) (2012)

Albumy niezależne
- Ghetto Drame (2006)
- Ghetto Drame 2 (2013)

Kompilacje
- Talents Fâchés Vol.1 (2003)
- Talents Fâchés Vol.2 (2004)
- Rap Performance (2005)
- Talents Fâchés Vol.3 (2006)
- Talents Fâchés Vol.4 (2009)
- Talents Fâchés Collector (2009)
- Talents Fâchés Vol.5 (2014)